# Here Today, Tomorrow Next Week!
Here Today, Tomorrow Next Week! è il secondo album della band islandese The Sugarcubes, uscito nell'ottobre 1989. Il titolo è una citazione di Mr. Toad (Rospo), personaggio del romanzo per bambini Il vento tra i salici dello scrittore britannico Kenneth Grahame. È considerato da molti "il peggiore album della band", sia per le vendite che non sono riuscite ad eguagliare l'exploit di Life's Too Good, che per le critiche riguardo alla voce del cantante Einar Örn, pesantemente lamentosa e distorta, giudicata addirittura "irritante" da alcuni critici.
Dall'album sono stati estratti i singoli Regina, Tidal Wave e Planet.
A seguito dell'uscita del disco, i Sugarcubes hanno dato il via ad un tour mondiale, la cui fine ha dato vita ad una serie di progetti indipendenti di ciascun membro della band.

## Tracce
1. Tidal Wave – 2:56
2. Regina – 4:04
3. Speed Is The Key – 3:18
4. Dream T.V. – 3:12
5. Nail – 3:17
6. Pump – 4:25
7. Eat The Menu – 3:44
8. Bee – 2:27
9. Dear Plastic – 3:23
10. Shoot Him – 2:10
11. Water – 3:01
12. A Day Called Zero – 2:38
13. Planet – 3:22
14. Hey – 3:21
15. Dark Disco – 3:00
16. Hot Meat – 3:14

## Classifiche
| Classifica            | Posizione massima |
| --------------------- | ----------------- |
| Official Albums Chart | 15                |
| U.S. Billboard 200    | 70                |

## Formazione
- Björk Guðmundsdóttir - voce
- Einar Örn Benediktsson - voce e tromba
- Þór Eldon Jónsson - chitarre
- Margrét Örnólfsdóttir - tastiere
- Bragi Ólafsson - basso
- Sigtryggur Baldursson - batteria

### Altri musicisti

#### Tidal Wave
- Oli Gaukur - arrangiamento ottoni
- Gary Barnacle - sax tenore
- Pete Thomas - trombone
- Nigel Hitchcock - sax baritono
- John Thirkell e Stewart Brooks - tromba
- Kenny Hamilton - trombone basso

#### Planet
- Chris Cameron - direzione e arrangiamento
- G. Wright - primo violino
- W. Gibson, D. Woodcock, R. Garland, B. Croft, M. Berrow, B. Wilde, E. Edwards, B. Benham, P. Oxer - violini
- G. Jackson, I. Andrade, G. Robertson, D. Emanuel - viola
- P. Kegg, M. Loveday, A. Pleeth, B. Kennard - violoncello
- Isobel Griffiths - coordinatrice